# Paulo Afonso
Paulo Afonso este un oraș în statul Bahia (BA) din Brazilia.